# Juziers
Juziers – miejscowość i gmina we Francji, w regionie Île-de-France, w departamencie Yvelines. Przez miejscowość przepływa Sekwana. 
Według danych na rok 1990 gminę zamieszkiwały 3164 osoby, a gęstość zaludnienia wynosiła 320 osób/km² (wśród 1287 gmin regionu Île-de-France Juziers plasuje się na 396. miejscu pod względem liczby ludności, natomiast pod względem powierzchni na miejscu 387.).